# Saskatoon—Humboldt
Pour les articles homonymes, voir Saskatoon (homonymie) et Humboldt.
Circonscription électorale fédérale du Canada
Saskatoon—Humboldt est une ancienne circonscription électorale fédérale canadienne dans la province de la Saskatchewan. Elle comprenait la portion nord-est de la ville de Saskatoon ainsi qu'une région rurale au nord-est de la ville.
Les circonscriptions limitrophes étaient Prince Albert, Yorkton—Melville, Regina—Qu'Appelle, Blackstrap, Saskatoon—Rosetown—Biggar et Saskatoon—Wanuskewin.

## Résultats électoraux
|       | Candidat          | Parti        | # de voix | % des voix |
|       | (x) Bradley Trost | Conservateur | +19 954,  | 52,72 %    |
|       | Darren Hill       | Libéral      | +03 013,  | 7,96 %     |
|       | Denise Kouri      | NPD          | +13 271,  | 35,07 %    |
|       | Sandra Finley     | Vert         | +00926,   | 2,45 %     |
|       | Jim Pankiw        | Indépendant  | +00682,   | 1,8 %      |
| Total | Total             | Total        | 37 846    | 100 %      |

|       | Candidat            | Parti        | # de voix | % des voix |
|       | (x) Bradley Trost   | Conservateur | +18 610,  | 53,8 %     |
|       | Karen Parhar        | Libéral      | +04 135,  | 11,96 %    |
|       | Scott Ruston        | NPD          | +09 632,  | 27,85 %    |
|       | Jean-Pierre Ducasse | Vert         | +02 211,  | 6,39 %     |
| Total | Total               | Total        | 34 588    | 100 %      |

## Historique
La circonscription fut initialement créée en 1966 à partir des circonscriptions de Humboldt—Melfort et de Saskatoon. Démantelée en 1976 parmi les circonscriptions de Humboldt—Lake Centre, Prince Albert et Saskatoon-Est, la circonscription réapparut en 1987. Abolie lors du redécoupage de 2012, la circonscription fut redistribuée parmi Sentier Carlton—Eagle Creek, Yorkton—Melville, Moose Jaw—Lake Centre—Lanigan, Saskatoon—University et Saskatoon—Grasswood.
1968 - 1979
| Législature                                                             | Années    | Député | Député    | Parti   |
| ----------------------------------------------------------------------- | --------- | ------ | --------- | ------- |
| Saskatoon—Humboldt issue de Humboldt—Melfort et de Saskatoon            |           |        |           |         |
| 28e                                                                     | 1968–1972 |        | Otto Lang | Libéral |
| 29e                                                                     | 1972–1974 |        | Otto Lang | Libéral |
| 30e                                                                     | 1974–1979 |        | Otto Lang | Libéral |
| Redistribuée parmi Humboldt—Lake Centre, Prince Albert et Saskatoon-Est |           |        |           |         |

1988 - .......
| Législature | Années    | Député | Député             | Parti               |
| --- | --------- | ------ | ------------------ | ------------------- |
| Recréée de Humboldt—Lake Centre, Prince Albert et Saskatoon-Est                                                                              |           |        |                    |                     |
| 34e | 1988–1993 |        | Stanley Hovdebo    | NPD                 |
| 35e | 1993–1997 |        | Georgette Sheridan | Libéral             |
| 36e | 1997–2000 |        | Jim Pankiw         | Réformiste          |
| 36e | 2000-2000 |        | Jim Pankiw         | Alliance canadienne |
| 37e | 2000–2002 |        | Jim Pankiw         | Alliance canadienne |
| 37e | 2002-2004 |        | Jim Pankiw         | Indépendant         |
| 38e | 2004–2006 |        | Brad Trost         | Conservateur        |
| 39e | 2006–2008 |        | Brad Trost         | Conservateur        |
| 40e | 2008–2011 |        | Brad Trost         | Conservateur        |
| 41e | 2011–2015 |        | Brad Trost         | Conservateur        |
| Redistribuée parmi Sentier Carlton—Eagle Creek, Yorkton—Melville, Moose Jaw—Lake Centre—Lanigan, Saskatoon—University et Saskatoon—Grasswood |           |        |                    |                     |

1. ↑  Élections Canada.